# 야시카 YL
야시카 YL은 니카를 흡수한 후에, 니카 IIIL을 기본으로 하여, 1959년에 야시카에 의해 제조된
랜즈를 교환할 수 있는 레인지 파인더 카메라다.